# 南スーダンの行政区画
南スーダンの行政区分（みなみスーダンのぎょうせいくぶん）は、2020年時点で州および2種類の行政区域、郡および基礎自治体、パヤーム、ボーマの4層から成り立つ。また州のさらに上の区分として地方（Region）が存在するが、歴史的な区分に基づくものであり、行政機能は有していない。
ここでは、主に第一級行政区画である州について説明する。

## 概要
連邦制を採り、遊牧民の多い南スーダンでは土地や家畜をめぐる争いはしばし起こり、行政区画が槍玉に上がることがある。一例を挙げると、2014年に設置されたピボール行政区（GPAA、ジョングレイ州内）は、民族の自治区の設立のため武装蜂起した反政府勢力と南スーダン政府の和平協定によって生まれたものである。2013年のクーデター未遂事件から始まったサルバ・キール・マヤルディ大統領（ディンカ族出身）とリエック・マチャル元副大統領（ヌエル族出身）の内戦では、お互いが出身民族を優遇するかのような行政区画へ変更を宣言する事態になった（両者の行政区画はキール政権とマチャル派の項をそれぞれ参照）。
民族対立のほかに天然資源や政治的な問題が原因の場合もあり、時には州同士が都市の帰属を巡って争うなど、同国で行政区画はデリケートな問題とされる。民族対立についてはスーダン遊牧民紛争および南スーダンの民族紛争も参照。
階層別数
| 級 | 名称                                                    | 数 （年時点）  |
| -- | ------------------------------------------------------- | -------------- |
| -  | 地方 Region                                             | 3              |
| 1  | 州、（特別）行政区 State, (Special) Administrative Area | 10州3区 (2020) |
| 2  | 郡、基礎自治体 County, Municipality                     | 78郡 (2008)    |
| 3  | パヤーム Payam                                          | 516 (2008)     |
| 4  | ボーマ Boma                                             |                |

## 現在の州（2020年 -）

2020年以降の行政区画と歴史的地方
バハル・アル・ガザール地方
エクアトリア地方
上ナイル地方

2020年2月15日、同国で継続していた内戦の和平プロセスの一環として、従来の32州は10州と3つの行政区域（2行政区と1特別行政区）へ再編されることになった。これにより、州は2011年の独立時とほぼ同じとなった。ただし行政区域に関しては両者で意見の食い違いが見られる。
2015年にサルバ・キール・マヤルディ大統領が独立当初の10州を解体し28州としたことに対して、野党やリエック・マチャル元副大統領率いる反政府勢力のSPLM-IOは反発。反対派は独立当初の10州へ戻すよう要求したが、一方キールは拒否し続けたため和平案の争点となっていた。
- バハル・アル・ガザール地方
  - 北バハル・アル・ガザール州
  - 西バハル・アル・ガザール州
  - レイク州
  - ワラブ州
  - アビエイ特別行政区 - スーダンと領土問題のある地域、合意上は共同主権

- エクアトリア地方
  - 西エクアトリア州
  - 中央エクアトリア州
  - 東エクアトリア州

- 上ナイル地方
  - 上ナイル州
  - ユニティ州
  - ジョングレイ州
  - ピボール行政区 - ジョングレイ州から分離、かつてのボーマ州
  - ルウェン行政区 - ユニティ州より分離、かつてのルウェン州

### 統計
| 名称                       | 英語名                            | 面積 (km2) | 人口 （2008年国勢調査） | 人口 （2020年投影人口） |
| -------------------------- | --------------------------------- | ---------- | ----------------------- | ----------------------- |
| 北バハル・アル・ガザール州 | Northern Bahr el Ghazal State     | 30,543.30  | 720,898                 | 1,133,147               |
| 西バハル・アル・ガザール州 | Western Bahr el Ghazal State      | 91,075.95  | 333,431                 | 526,651                 |
| レイク州                   | Lakes State                       | 43,595.08  | 695,730                 | 1,196,068               |
| ワラブ州                   | Warrap State                      | 35,019.96  | 920,045                 | 1,449,637               |
| アビエイ特別行政区         | Abyei Special Administrative Area | 10,547.28  | 52,883                  | 82,749                  |
| 西エクアトリア州           | Western Equatoria State           | 79,342.66  | 619,029                 | 870,055                 |
| 中央エクアトリア州         | Central Equatoria State           | 43,033.00  | 1,103,557               | 1,750,021               |
| 東エクアトリア州           | Eastern Equatoria State           | 73,472.01  | 906,161                 | 1,583,049               |
| 上ナイル州                 | Upper Nile State                  | 77,283.42  | 964,353                 | 1,550,846               |
| ユニティ州                 | Unity State                       | 26,440.22  | 486,346                 | 822,445                 |
| ジョングレイ州             | Jonglei State                     | 80,926.78  | 1,143,926               | 1,738,364               |
| ピボール行政区             | Pibor Administrative Area         | 41,654.05  | 214,676                 | 326,202                 |
| ルウェン行政区             | Ruweng Administrative Area        | 11,396.47  | 99,455                  | 168,453                 |

## 変遷

### 1994年 - 2015年

南スーダンの10州と、歴史的な3地方
バハル・アル・ガザール地方
エクアトリア地方
上ナイル地方

1994年2月14日、行政区画再編に伴い現在の南スーダンに当たる地域には10の州（State）と86の地区（District）が設置される。2005年には現南スーダン政府の前身となる「南スーダン自治政府」が発足し、南部10州はその自治政府下になる。2011年の南スーダン共和国独立に伴い南部10州はスーダン共和国から分離し、南スーダンを構成した。
- バハル・アル・ガザール地方
  -  北バハル・アル・ガザール州
  -  西バハル・アル・ガザール州
  -  レイク州
  -  ワラブ州

- エクアトリア地方
  -  西エクアトリア州
  -  中央エクアトリア州
  -  東エクアトリア州

- 上ナイル地方
  -  上ナイル州
  -  ユニティ州
  -  ジョングレイ州

#### 統計
| #  | ISO コード | 州名                       | State                   | 州都                   | 面積 （km2） | 人口 （2008年国勢調査） | 人口 （2015年投影人口） |
| -- | ---------- | -------------------------- | ----------------------- | ---------------------- | ------------ | ----------------------- | ----------------------- |
| 1  | SS-EC      | 中央エクアトリア州         | Central Equatoria       | ジュバ（Juba）         | 43,033.00    | 1,103,557               | 1,462,604               |
| 2  | SS-EE      | 東エクアトリア州           | Eastern Equatoria       | トリット（Torit）      | 73,472.01    | 906,161                 | 1,274,685               |
| 3  | SS-JG      | ジョングレイ州             | Jonglei                 | ボル（Bor）            | 122,580.83   | 1,358,602               | 1,753,273               |
| 4  | SS-LK      | レイク州                   | Lakes                   | ルンベク（Rumbek）     | 43,595.08    | 695,730                 | 963,542                 |
| 5  | SS-BN      | 北バハル・アル・ガザール州 | Northern Bahr el Ghazal | アウェル（Aweil）      | 30,543.30    | 720,898                 | 955,345                 |
| 6  | SS-UY      | ユニティ州                 | Unity                   | ベンティーウ（Bentiu） | 37,836.69    | 585,801                 | 804,703                 |
| 7  | SS-NU      | 上ナイル州                 | Upper Nile              | マラカル（Malakal）    | 77,283.42    | 964,353                 | 1,281,365               |
| 8  | SS-WR      | ワラブ州                   | Warrap                  | クアジョク（Kuajok）   | 45,567.24    | 972,928                 | 1,283,620               |
| 9  | SS-BW      | 西バハル・アル・ガザール州 | Western Bahr el Ghazal  | ワーウ（Wau）          | 91,075.95    | 333,431                 | 440,009                 |
| 10 | SS-EW      | 西エクアトリア州           | Western Equatoria       | ヤンビオ（Yambio）     | 79,342.66    | 619,029                 | 759,884                 |

### 2015年 - 2020年

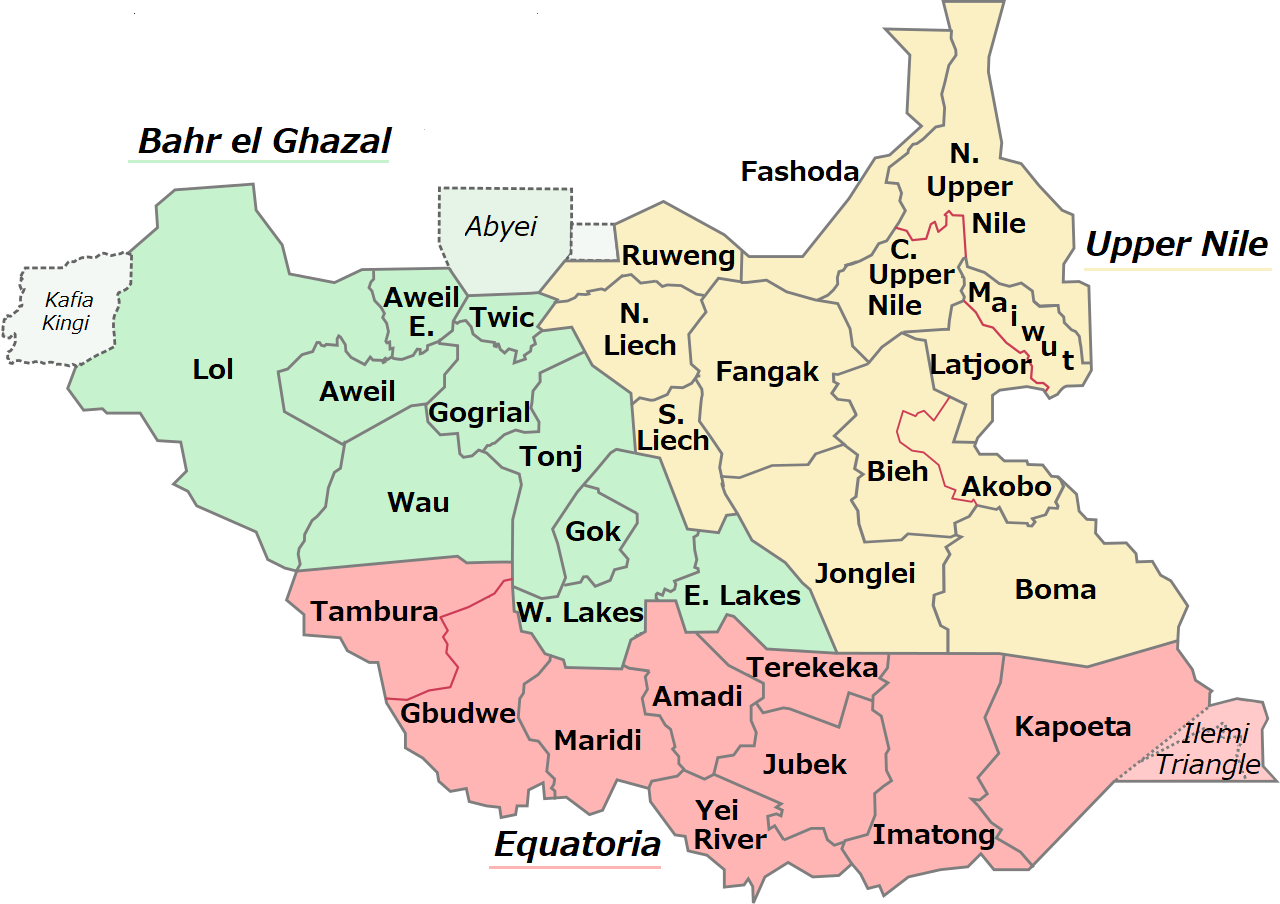
2017年以降の南スーダンの州

2015年 -2017年の南スーダンの州

2015年10月、キール大統領は行政区画を従来の10州から28州（State）に再編を発表。28州は歴史的な3地方（バハル・アル・ガザール地方、エクアトリア地方、上ナイル地方）にそれぞれ属している。スーダンと領有権問題のあるアビエイ郡（旧州ではワラブ州に属していた）はどの新州にも属していない。
この大統領令について、野党やリエック・マチャル率いる反政府勢力（SPLM-IO）などは反対の立場を採った。現行の憲法では大統領令で行政区画の変更はできないとされており「憲法違反」に当たることや、また同年8月に結ばれた内戦の平和協定の違反となること、などである。こうした反対意見に対して、キールは議会に対して今回の大統領令の承認を求めた。11月に議会はキールの要求を認め、大統領へ新州創設やそれに伴う知事・議員の任命権を与えた。
2017年1月14日、キール大統領は28州を32州へ増やす大統領令を発表。これによってビエー州（旧称東部ビエー州）からアコボ州が、ラトゥジョール州からマイゥート州が、グブドゥウェ州からタンブラ州が分離し、東部ナイル州が廃止され中央上ナイル州と北部上ナイル州に分割され、一部州境が変更された。また一部の州の改名が行われた。この決定についても反政府勢力SPLM-IOは反対声明を発表。和平プロセスの停滞や地域紛争、ひいては連邦制の崩壊へ繋がりかねないと非難した。
一連の州設置は民族紛争の解決という理由もあったが、一方でキール大統領の氏族であるディンカ族の優遇する恣意的な分割であったという意見もある。
- 歴史的区分別州数[15][16]
  - 上ナイル地方 - 13州
  - バハル・アル・ガザール地方 - 10州
  - エクアトリア地方 - 9州

| #  | 州                                | 英語名                             | 州都             | 地方                   | 郡数 |
| -- | --------------------------------- | ---------------------------------- | ---------------- | ---------------------- | ---- |
| 1  | アコボ州                          | Akobo State                        | アコボ           | 上ナイル               | 1    |
| 2  | アマディ州                        | Amadi State                        | ムンドゥリ       | エクアトリア           | 3    |
| 3  | アウェル州                        | Aweil State                        | アウェル         | バハル・アル・ガザール | 2    |
| 4  | 東アウェル州                      | Aweil East State                   | ワニュジョク     | バハル・アル・ガザール | 1    |
| 5  | ビエー州 （旧称東部ビエー州）     | Bieh State (Eastern Bieh State)    | ワット           | 上ナイル               | 2    |
| 6  | ボーマ州                          | Boma State                         | ピボー           | 上ナイル               | 2    |
| 7  | 中央上ナイル州                    | Central Upper Nile State           | マラカル         | 上ナイル               | 4    |
| 8  | 東部レイク州                      | Eastern Lakes State                | イロル           | バハル・アル・ガザール | 3    |
| 9  | ファンガク州 （旧称西部ビエー州） | Fangak State (Western Bieh State)  | アヨドゥ         | 上ナイル               | 2    |
| 10 | ファショダ州 （旧西部ナイル州）   | Fashoda State (Western Nile State) | コドク           | 上ナイル               | 2    |
| 11 | グブドゥウェ州                    | Gbudwe State                       | ヤンビオ         | エクアトリア           | 3    |
| 12 | ゴグリアル州                      | Gogrial State                      | クアジョク       | バハル・アル・ガザール | 2    |
| 13 | ゴク州                            | Gok State                          | クエイベトゥ     | バハル・アル・ガザール | 1    |
| 14 | イマトン州                        | Imatong State                      | トリトゥ         | エクアトリア           | 4    |
| 15 | ジョングレイ州                    | Jonglei State                      | ボル             | 上ナイル               | 3    |
| 16 | ジュベク州                        | Jubek State                        | ジュバ           | エクアトリア           | 1    |
| 17 | カポエタ州 （旧称ナモルニャン州） | Kapoeta State (Namorunyang State)  | カポエタ         | エクアトリア           | 4    |
| 18 | ラトゥジョール州                  | Latjoor State                      | ナシル           | 上ナイル               | 2    |
| 19 | ロル州                            | Lol State                          | ラガ             | バハル・アル・ガザール | 3    |
| 20 | マイゥート州                      | Maiwut State                       | マイゥート       | 上ナイル               | 3    |
| 21 | マリディ州                        | Maridi State                       | マリディ         | エクアトリア           | 2    |
| 22 | 北部リエチュ州                    | Northern Liech State               | ベンティウ       | 上ナイル               | 4    |
| 23 | 北部上ナイル州                    | Northern Upper Nile State          | レンク           | 上ナイル               | 3    |
| 24 | ルウェン州                        | Ruweng State                       | パリアン         | 上ナイル               | 2    |
| 25 | 南部リエチュ州                    | Southern Liech State               | レール           | 上ナイル               | 3    |
| 26 | タンブラ州                        | Tambura State                      | タンブラ         | エクアトリア           | 2    |
| 27 | テレケカ州                        | Terekeka State                     | テレケカ         | エクアトリア           | 5    |
| 28 | トンジェ州                        | Tonj State                         | トンジェ         | バハル・アル・ガザール | 3    |
| 29 | トゥィク州                        | Twic State                         | マイェン＝アブン | バハル・アル・ガザール | 1    |
| 30 | ワーウ州                          | Wau State                          | ワーウ           | バハル・アル・ガザール | 2    |
| 31 | 西部レイク州                      | Western Lakes State                | ルンベク         | バハル・アル・ガザール | 4    |
| 32 | イェイ川州                        | Yei River State                    | イェイ           | エクアトリア           | 4    |

## 下位行政区画

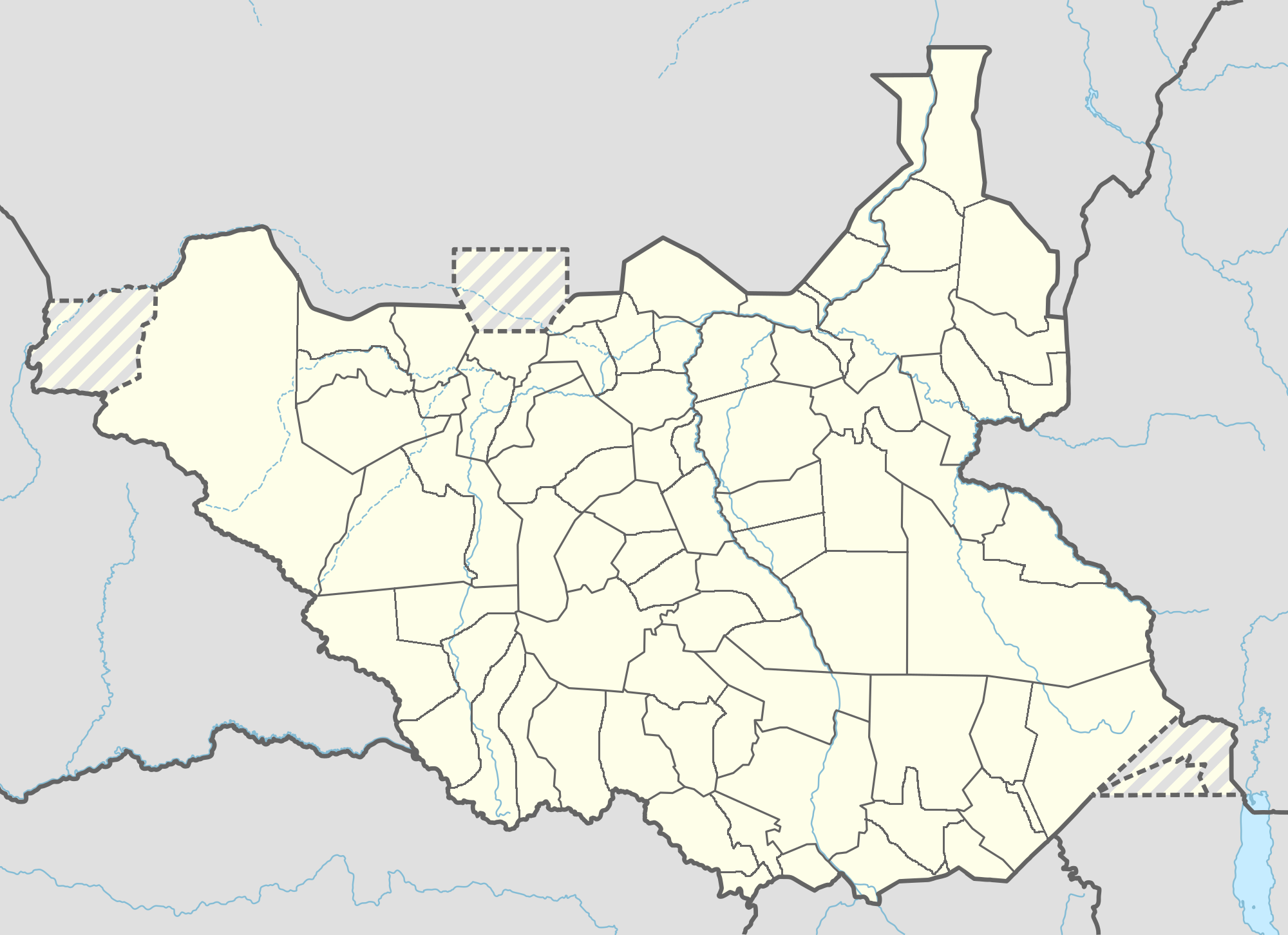
2008年国勢調査時の郡

州の下には郡（カウンティ、County）および郡と同格の基礎自治体（Municipality）がある。2008年の国勢調査では78郡であったが、その後は増加。だが2020年の州再編に伴い、郡も独立当初へ戻されることが決まった。スーダン共和国時代では地区（District）と呼ばれていた。
郡の下にはパヤームと呼ばれる村や町の共同体がある。2008年の国勢調査ではパヤームは516存在した。
最下層にはボーマが設置されている。規模は様々で、ある程度の村から構成される。1パヤームには平均4.2のボーマが所属している。

## 備考

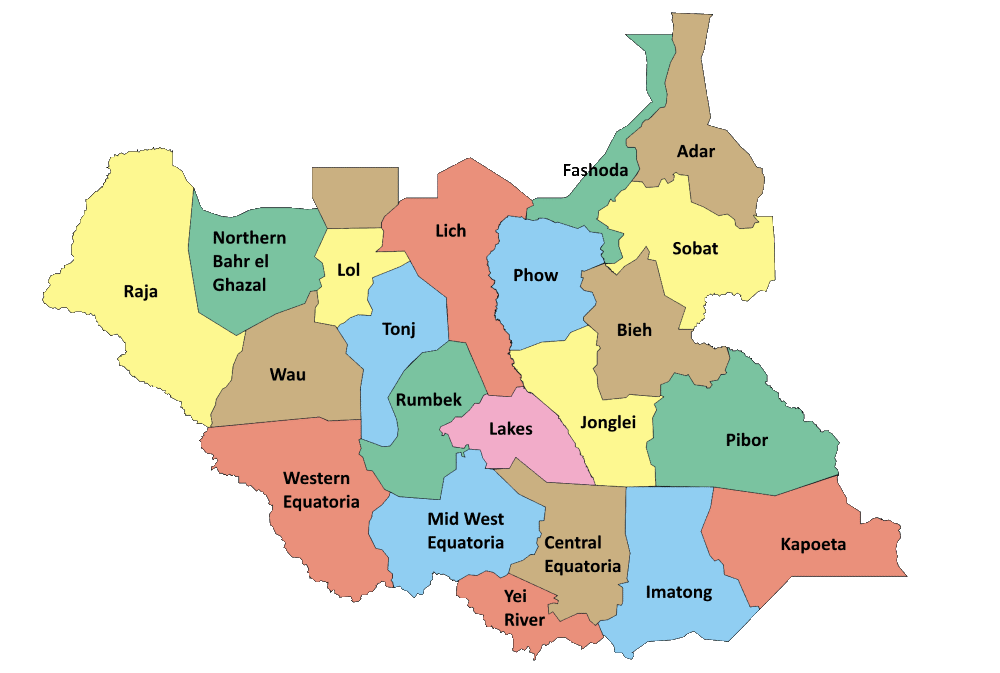
SPLM-IOの21州

- リエック・マチャル率いる反政府勢力（SPLM-IO）は2014年12月22日に州を21へ再編することを宣言[18]し、2015年1月1日には独自の「州知事」を任命[19]。また下位区分である郡についても同様に新設を宣言し、郡知事を任命している[20]。ただし南スーダン政府はこれらを承認していない。以下はSPLM-IOが主張する州の一覧である。

1. ファショダ州（Fashoda）
2. アダー州（Adar）または北東上ナイル州（North East Upper Nile）
3. ソバト州（Sobat）
4. リエチュ州（Lich）
5. ジョングレイ州（Jonglei）
6. ビエー州（Bieh）
7. ポウ州（Phow）
8. ピボール州（Pibor）
9. カポエタ州（Kapoeta）
10. イマトン州（Imatong）
11. 中央エクアトリア州（Central Equatoria）
12. イェイ川州（Yei River）
13. 中西エクアトリア州（Mid-West Equatoria）
14. 西エクアトリア州（Western Equatoria）
15. ワラブ州（Warrap）またはトンジェ州（Tonj）
16. ロル州（Lol）
17. レイク州（Lakes）
18. ルンベク州（Rumbek）
19. 北バハル・アル・ガザール州（Northern Bahr el Ghazal）
20. ワーウ州（Wau）
21. 西バハル・アル・ガザール州（Western Bhar el Ghazal）またはラガ州（Raga）

この州区分は英埃領時代の地区に基づいているとされているが、一方でマチャルの出身民族であるヌエル族を優遇したものという意見がある。
- 2020年2月9日、政府間開発機構（IGAD）が州問題解決のため、23州へ再編することをキール政権へ提案した。しかしキールはこの提案を拒否している[21]。

- 帰属問題を抱える3つの地域は、以下のように所属する州が変更されている（南スーダンの実効支配下にない場合もある）

| 地域                   | 領有権を主張する国家 | 州                         | 州                            | 州                         |
| 地域                   | 領有権を主張する国家 | 2015年まで                 | 2015年 - 2020年               | 2020年                     |
| ---------------------- | -------------------- | -------------------------- | ----------------------------- | -------------------------- |
| イレミ・トライアングル | ケニア · エチオピア  | 東エクアトリア州           | カポエタ州 （ナモルニャン州） | 東エクアトリア州           |
| カフィア・キンギ       | スーダン             | 西バハル・アル・ガザール州 | ロル州                        | 西バハル・アル・ガザール州 |
| アビエイ               | スーダン             | ワラブ州                   | 単独の特別行政区へ変更        | 単独の特別行政区へ変更     |